# Garçonne (film)
Pour les articles homonymes, voir Out of the Blue et Garçonne.
Pour plus de détails, voir Fiche technique et Distribution.
Garçonne ou Plus rien à perdre au Québec (Out of the Blue) est un film canadien réalisé par Dennis Hopper et sorti en 1980.
Le film suit un garçon manquée, passionnée par les camions et la CB, Cindy qui vit seule avec sa mère toxicomane, après que son père alcoolique ait été emprisonné pour cinq ans après une collision avec un bus de ramassage scolaire. Quand son père est libéré, la famille tente de reprendre une vie normale, mais les problèmes refont rapidement surface.
Il est présenté en compétition officielle au festival de Cannes 1980.

## Synopsis
Cindy "Cebe" Barnes (Linda Manz) est un garçon manqué, adolescente rebelle élevée par sa mère accro à l'héroïne, Kathy (Sharon Farrell), dans une région rurale de la Colombie-Britannique. Le père de Cebe, Don (Dennis Hopper), un alcoolique violent, purge une peine de prison pour un accident de la route dans lequel il a écrasé son camion ivre dans un autobus scolaire, tuant tous les écoliers à bord; Cebe était dans la cabine du camion avec lui lorsque l'accident s'est produit. En l'absence de Don, Kathy a entretenu une liaison avec Paul (Eric Allen), le propriétaire du restaurant où elle est employée comme serveuse. L'ami de Don, Charlie (Don Gordon), fait des avances lubriques à Cebe et force également une relation sexuelle avec Kathy, à qui il fournit de l'héroïne.
Cebe trouve l'évasion en idolâtrant des musiciens tels qu'Elvis Presley, Sid Vicious et Johnny Rotten, et passe du temps seule dans le semi-camion accidenté de son père, qui a été abandonné sur la propriété de sa famille. Elle cherche un refuge supplémentaire contre sa vie familiale instable en se faufilant dans les bars locaux et en faisant de l'auto-stop jusqu'à Vancouver. À une occasion dans la ville, Cebe accompagne un chauffeur de taxi jusqu'à son appartement pour fumer de la marijuana. Elle s'échappe de justesse lorsque le chauffeur de taxi et sa petite amie prostituée lui font des avances sexuelles. Cebe s'enfuit à un concert punk organisé par Pointed Sticks, un groupe local. Elle est traitée avec gentillesse par les membres du groupe, qui lui permettent de les regarder jouer depuis la scène; le batteur lui permet brièvement de jouer sur sa batterie pendant la performance. Finalement, Cebe est appréhendée par la police en tant que mineure en fugue et est évaluée par le psychologue pour enfants Dr Brean ( Raymond Burr), qui la remet aux soins de sa mère.
Don est libéré de prison avec sursis après cinq ans d'incarcération et rentre chez lui, où Kathy tente en vain de regrouper leur famille. Don continue à adopter un comportement imprudent et à boire, et montre peu de remords pour l'accident qu'il a causé. Lorsque le père de l'un des enfants tués dans l'accident fait renvoyer Don de son travail dans une décharge locale, Don riposte avec l'aide de Charlie en matraquant l'homme à mort devant chez lui. Plus tard, il montre à Cebe un bâton de dynamite qu'il a volé dans la décharge, qu'il prévoit de vendre rapidement. Don commence à maltraiter physiquement Kathy et le stress dans la maison pousse Cebe à se déchaîner à l'école. Elle est à nouveau évaluée par le Dr Brean, qui en vient à soupçonner que Don a abusé sexuellement de Cebe depuis son enfance.
Tard dans la nuit, Don et Charlie se saoulent de manière belliqueuse chez les Barnes, tandis que Kathy consomme de l'héroïne dans la salle de bain. Les hommes plaisantent sur le fait que Cebe est peut-être lesbienne, et Don suggère à Charlie de la violer. Cela conduit une Kathy incohérente aux larmes. Don et Charlie se précipitent dans la chambre de Cebe, où elle se teint les cheveux en noir pour ressembler à ceux d'Elvis. Elle les repousse tous les deux, proclamant sa haine pour son père, et les force ainsi qu'une Kathy inconsolable à sortir de la pièce. Don retourne plus tard dans la chambre de Cebe et lui raconte des souvenirs de son enfance. Cebe lui dit avec défi qu'elle se souvient de ses abus, avant de lui trancher la gorge avec une paire de ciseaux, le tuant.
Cebe réveille plus tard Kathy, vêtue du manteau en cuir de son père et avec une épingle à nourrice percée dans la joue. Cebe insiste pour que Kathy l'accompagne jusqu'à l'épave du camion de Don, afin qu'ils puissent avoir une conversation. Kathy accepte de l'accompagner. Dans le camion, Cébé allume la mèche de la dynamite, qu'elle a cachée dans le tableau de bord, et assure à sa mère qu'il ne s'agit que d'un fusible électrique provenant de l'épave. Quelques instants plus tard, Cebe fait référence à Sid Vicious, qui "a emmené ses proches avec lui" à sa mort, avant que le camion accidenté n'explose, les tuant tous les deux.

## Fiche technique
Sauf indication contraire, les informations mentionnées dans cette section peuvent être confirmées par la base de données cinématographiques IMDb,  présente dans la section « Liens externes ».
- Titre français : Garçonne ou parfois Out of the Blue - Garçonne
- Titre québécois : Plus rien à perdre
- Titre original : Out of the Blue
- Réalisation :  Dennis Hopper
- Scénario : Leonard Yakir et Brenda Nielson, avec les participations non créditées de Dennis Hopper et Gary Jules Jouvenat
- Musique : Tom Lavin
- Direction artistique : David Hiscox
- Décors : Leon Ericksen
- Costumes : Maureen Hiscox
- Photographie : Marc Champion
- Montage : Doris Dyck
- Production : Jean Gontier, Gary Jules Jouvenat et Leonard Yakir

Producteur associé : Aaron Sadovnick
Producteurs délégués : Paul Lewis
- Sociétés de production : Discovery Productions et Robson Street
- Sociétés de distribution : Citadel Films (Canada), Potemkine Films (France, ressortie 2021)
- Budget : n/a
- Pays de production :  Canada
- Langue originale : anglais
- Format : couleur
- Genre : drame
- Durée : 93 minutes
- Dates de sortie[1] :
  - France : 20 mai 1980 (festival de Cannes 1980)
  - France : 15 avril 1981
  - États-Unis : 3 décembre 1983
- Classification[2] :
  - États-Unis : R - Restricted
  - France : interdit aux moins de 16 ans

## Distribution
- Linda Manz (VF : Jackie Berger) : Cindy « Cebe » Barnes
- Dennis Hopper (VF : Gérard Hernandez) : Don Barnes
- Sharon Farrell (VF : Perrette Pradier) : Kathy Barnes
- Don Gordon (VF : Bernard Woringer) : Charlie
- Raymond Burr (VF : Jacques Berthier) : Dr Brean
- Eric Allen (VF : Bernard Tiphaine) : Paul
- Fiona Brody : Carol
- David L. Crowley (pt) (VF : Max André) : Anderson
- Joan Hoffman : Jean
- Carl Nelson (VF : Patrick Poivey) : Cabby
- Francis Ann Pettit : Nancy
- Glen Pfiefer : Glenn
- David Ackridge (VF : Jean Roche) : le professeur
- Jim Byrnes : le chanteur
- Glen Fyfe (VF : Pierre Garin) : le videur
- Pointed Sticks : le groupe dans le night-club

## Production
C'est le scénariste Leonard Yakir qui devait initialement réaliser le film. Il est remplacé peu avant le tournage par Dennis Hopper, qui n'avait plus mis en scène de film depuis l'échec de The Last Movie (1971). L'acteur-réalisateur retravaille ensuite le scénario. Il explique voir ce film comme une sorte de suite  de son célèbre film Easy Rider (1969), montrant la continuité de ce qu'auraient pu devenir certains personnages.
Le tournage a lieu d'octobre à décembre 1979 à Vancouver au Canada.

## Musique
On peut entendre dans le film la chanson de Neil Young My My, Hey Hey (Out of the Blue) sortie en 1978. C'est après l'avoir entendue à la radio pendant le tournage que Dennis Hopper a voulu intituler le film Out of the Blue (il est initialement titré CeBe). Le film contient également plusieurs autres morceaux :
- Heartbreak Hotel et Teddy Bear d'Elvis Presley[5]
- Thrasher de Neil Young
- Out of Luck et Somebody's Mom de The Pointed Sticks
- Sorry Just Won't Do de Jim Byrnes
- Blue Motel, What Have I Been Drinkin’ et Doin' It Right de Powder Blues Band

## Accueil
Le célèbre critique Jonathan Rosenbaum classe le film comme l'un des 15 meilleurs films des années 1980. La performance de Linda Manz marquera les esprits pendant plusieurs années,. Roger Ebert écrit quant à lui « le film dégénère si implacablement vers sa conclusion violente et nihiliste que quand elle arrive, nous y croyons ».
Sur l'agrégateur américain Rotten Tomatoes, il récolte 92% d'opinions favorables pour 13 critiques et une note moyenne de 6,2⁄10.